# Sergentomyia dyemkoumai
Sergentomyia dyemkoumai är en tvåvingeart som först beskrevs av Emile Abonnenc 1964.  Sergentomyia dyemkoumai ingår i släktet Sergentomyia och familjen fjärilsmyggor. Inga underarter finns listade i Catalogue of Life.